# Ď
Ď je slovo koje postoji u abecedi češkoga i slovačkoga jezika. Predstavlja zvučni palatalni ploziv te se izgovara slično zvučnoj palatalnoj afrikati, koja se u hrvatskome jeziku zapisuje slovom đ.